# ماساكازو كونيشي
ماساكازو كونيشي (باليابانية: 小西 正一) هو أحيائي ياباني، ولد في 17 فبراير 1933 في كيوتو في اليابان.